# Alemannia Zähringen
Der TSV Alemannia Freiburg-Zähringen ist ein Mehrspartensportverein aus Freiburg im Breisgau. Der Verein bietet die Sportarten Badminton, Boule, Fußball, Handball, Koronarsport, Tennis, Turnen, Gymnastik und Volleyball. Die Männer-Fußballer des Vereines spielten 1972/73 eine Spielzeit in der 1. Amateurliga Südbaden.

## Geschichte und Erfolge

### Alemannia Freiburg
Am 12. Mai 1910 gründeten Mitglieder des Vereines Bavaria Freiburg den Freiburger FC Alemannia. Zwischen 24. März 1923 und 3. September 1923 bestand eine Fusion mit SpVgg Freiburg unter dem Namen SpVgg Alemannia Freiburg. Auf Druck der Besatzungsmächte wurde der Freiburger FC Alemannia am 16. September 1946 aufgelöst. Zusammen mit ehemaligen Mitgliedern des FC Sportfreunde Freiburg wurde der FC Sportfreunde Betzenhausen als Nachfolger gegründet. Drei Jahre später spaltete sich Betzenhausen wieder in Freiburger FC Alemannia und FC Sportfreunde Freiburg auf.

### FC 1910 Zähringen
Im Jahr 1910 wurde der FC Nordstern Zähringen gegründet. Im selben Jahr benannte der Verein sich in FC 1910 Zähringen um.

### TSV Zähringen
Der TSV Zähringen wurde am 2. September 1900 gegründet und 1945 aufgelöst. Am 4. Dezember 1947 entstand zusammen mit Mitgliedern des FC 1910 Zähringen der VfR Zähringen als Nachfolgeverein. Die Rückbenennung in TSV Zähringen datiert auf den 21. Januar 1950.

### Alemannia Zähringen
Freiburger FC Alemannia fusionierten am 15. Juli 1967 mit dem TSV Zähringen zu Alemannia Zähringen.

## Fußball
Die Fußballabteilung ist die größte Abteilung des TSV Alemannia Zähringen. Sportliches Aushängeschild sind die Frauenfußballerinnen.

### Frauen-Fußball
Die Frauenfußballerinnen wurden in der Saison 2018/19 Meister der Verbandsliga Südbaden und stiegen in die Oberliga Baden-Württemberg auf und spielen bis zum Abstieg 2021/22 dort. Nach zwei Jahren Verbandsliga feierte man 2023/24 die Vizemeisterschaft und auch den Wiederaufstieg in die Oberliga, da der Meister SG Gengenbach/Zell/Fischerbach auf den Aufstieg verzichtete. 
2021/22 gewannen sie den südbadischen Verbandspokal durch ein 1:0 gegen den Dauersieger Hegauer FV und durften somit am DFB-Pokal 2022/23 teilnehmen. In der ersten Runde musste man beim hessischen Regionalligisten TSV Jahn Calden antreten und verlor mit 2:0.

#### Erfolge
- Südbadischer Meister 2019
- Südbadischer Pokalsieger 2022

### Männer-Fußball
Der Freiburger FC Alemannia spielte im Männer-Fußball stets auf Bezirksebene. Der TSV Zähringen gehörte von 1957 bis 1960 der 2. Amateurliga Südbaden an. 
Nach der Fusion begann die erste Mannschaft 1967 in der A-Klasse Freiburg. Als deren Meister stieg der Verein in der zweiten Spielzeit 1969 in die 2. Amateurliga Südbaden auf. Drei Jahre später folgte 1972 der Aufstieg in die 1. Amateurliga Südbaden. Das Gastspiel dort dauerte nur eine Spielzeit. Ihm folgten zwei Abstiege in Folge, womit der Verein wieder in den Spielklassen des Bezirks Freiburg angelangt war, die er seither nicht mehr verlassen hat. Derzeit spielt er in der Kreisliga B.

#### Statistik
Die Bilanz des TSV Zähringen in der 2. Amateurliga Südbaden:
| Spielzeit | Spielklasse                         | Platz | Spiele | Siege | Unentschieden | Niederlagen | Tore  | Punkte |
| --------- | ----------------------------------- | ----- | ------ | ----- | ------------- | ----------- | ----- | ------ |
| 1957/58   | 2. Amateurliga Südbaden Staffel III | 6.    | 30     | 15    | 2             | 13          | 89:70 | 32:28  |
| 1958/59   | 2. Amateurliga Südbaden Staffel III | 4.    | 30     | 16    | 6             | 8           | 81:66 | 38:22  |
| 1959/60   | 2. Amateurliga Südbaden Staffel II  | 15.   | 32     | 8     | 6             | 18          | 59:71 | 22:42  |

Die Bilanz als TSV Alemannia Freiburg-Zähringen in der 1. und 2. Amateurliga Südbaden:
| Spielzeit | Spielklasse                        | Platz | Spiele | Siege | Unentschieden | Niederlagen | Tore  | Punkte |
| --------- | ---------------------------------- | ----- | ------ | ----- | ------------- | ----------- | ----- | ------ |
| 1969/70   | 2. Amateurliga Südbaden Staffel II | 8.    | 30     | 11    | 7             | 12          | 57:56 | 29:31  |
| 1970/71   | 2. Amateurliga Südbaden Staffel II | 4.    | 30     | 11    | 12            | 7           | 56:54 | 34:26  |
| 1971/72   | 2. Amateurliga Südbaden Staffel II | 1.    | 30     | 21    | 5             | 4           | 79:40 | 47:13  |
| 1972/73   | 1. Amateurliga Südbaden            | 16.   | 30     | 1     | 12            | 17          | 29:80 | 14:46  |
| 1973/74   | 2. Amateurliga Südbaden Staffel II | 16.   | 30     | 5     | 4             | 21          | 38:75 | 14:46  |